# Geoffrey Lembet
Geoffrey Lambert (Villeneuve-Saint-Georges, 23 settembre 1988) è un calciatore francese naturalizzato centrafricano, portiere del Rennes.

## Statistiche

### Presenze e reti nei club
Statistiche aggiornate al 1º gennaio 2025.
| Stagione        | Squadra         | Campionato      | Campionato | Campionato | Coppe nazionali | Coppe nazionali | Coppe nazionali | Coppe continentali | Coppe continentali | Coppe continentali | Altre coppe | Altre coppe | Altre coppe | Totale | Totale |
| Stagione        | Squadra         | Comp            | Pres       | Reti       | Comp            | Pres            | Reti            | Comp               | Pres               | Reti               | Comp        | Pres        | Reti        | Pres   | Reti   |
| --------------- | --------------- | --------------- | ---------- | ---------- | --------------- | --------------- | --------------- | ------------------ | ------------------ | ------------------ | ----------- | ----------- | ----------- | ------ | ------ |
| 2011-2012       | Sedan           | L2              | 7          | -10        | CF+CdL          | 1+2             | -3 + -4         | -                  | -                  | -                  | -           | -           | -           | 10     | -17    |
| 2012-2013       | Sedan           | L2              | 0          | 0          | CF+CdL          | 2+0             | -2 + 0          | -                  | -                  | -                  | -           | -           | -           | 2      | -2     |
| 2013-2014       | Auxerre         | L2              | 5          | -5         | CF+CdL          | 0+0             | 0 + 0           | -                  | -                  | -                  | -           | -           | -           | 5      | -5     |
| 2014-2015       | Auxerre         | L2              | 19         | -21        | CF+CdL          | 2+3             | 0 + -4          | -                  | -                  | -                  | -           | -           | -           | 24     | -25    |
| 2015-2016       | Auxerre         | L2              | 2          | -6         | CF+CdL          | 1+1             | 0 + 0           | -                  | -                  | -                  | -           | -           | -           | 4      | -6     |
| Totale Auxerre  | Totale Auxerre  | Totale Auxerre  | 26         | -32        |                 | 7               | -4              |                    | -                  | -                  |             | -           | -           | 33     | -36    |
| 2016-2017       | Red Star        | L2              | 19         | -30        | CF+CdL          | 1+0             | 0 + 0           | -                  | -                  | -                  | -           | -           | -           | 20     | -30    |
| ott. 2017-2018  | Laval           | N1              | 0          | 0          | CF+CdL          | 1+0             | -2 + 0          | -                  | -                  | -                  | -           | -           | -           | 1      | -2     |
| gen.-giu. 2019  | Sedan           | N2              | 13         | -11        | -               | -               | -               | -                  | -                  | -                  | -           | -           | -           | 13     | -11    |
| 2019-2020       | Sedan           | N2              | 16         | -1         | -               | -               | -               | -                  | -                  | -                  | -           | -           | -           | 16     | -1     |
| 2020-2021       | Sedan           | N2              | 7          | -5         | CF              | 2               | -1              | -                  | -                  | -                  | -           | -           | -           | 2      | -1     |
| 2021-2022       | Sedan           | N1              | 28         | -26        | CF              | 0               | 0               | -                  | -                  | -                  | -           | -           | -           | 28     | -26    |
| 2022-2023       | Sedan           | N1              | 34         | -47        | CF              | 0               | 0               | -                  | -                  | -                  | -           | -           | -           | 34     | -47    |
| Totale Sedan    | Totale Sedan    | Totale Sedan    | 105        | -100       |                 | 7               | -10             |                    | -                  | -                  |             | -           | -           | 112    | -110   |
| 2023-2024       | Rennes          | L1              | 0          | 0          | CF              | 0               | 0               | UEL                | 0                  | 0                  | -           | -           | -           | 0      | 0      |
| 2024-2025       | Rennes          | L1              | 0          | 0          | CF              | 0               | 0               | -                  | -                  | -                  | -           | -           | -           | 0      | 0      |
| Totale Rennes   | Totale Rennes   | Totale Rennes   | 0          | 0          |                 | 0               | 0               |                    | 0                  | 0                  |             | -           | -           | 0      | 0      |
| Totale carriera | Totale carriera | Totale carriera | 150        | -162       |                 | 16              | -16             |                    | 0                  | 0                  |             | -           | -           | 166    | -178   |

### Cronologia presenze e reti in nazionale
| Cronologia completa delle presenze e delle reti in nazionale ― Rep. Centrafricana | Cronologia completa delle presenze e delle reti in nazionale ― Rep. Centrafricana | Cronologia completa delle presenze e delle reti in nazionale ― Rep. Centrafricana | Cronologia completa delle presenze e delle reti in nazionale ― Rep. Centrafricana | Cronologia completa delle presenze e delle reti in nazionale ― Rep. Centrafricana | Cronologia completa delle presenze e delle reti in nazionale ― Rep. Centrafricana | Cronologia completa delle presenze e delle reti in nazionale ― Rep. Centrafricana | Cronologia completa delle presenze e delle reti in nazionale ― Rep. Centrafricana |
| Data                                                                              | Città                                                                             | In casa                                                                           | Risultato                                                                         | Ospiti                                                                            | Competizione                                                                      | Reti                                                                              | Note                                                                              |
| --------------------------------------------------------------------------------- | --------------------------------------------------------------------------------- | --------------------------------------------------------------------------------- | --------------------------------------------------------------------------------- | --------------------------------------------------------------------------------- | --------------------------------------------------------------------------------- | --------------------------------------------------------------------------------- | --------------------------------------------------------------------------------- |
| 4-9-2010                                                                          | Rabat                                                                             | Marocco                                                                           | 0 – 0                                                                             | Rep. Centrafricana                                                                | Qual. Coppa d'Africa 2012                                                         | -                                                                                 |                                                                                   |
| 10-10-2010                                                                        | Bangui                                                                            | Rep. Centrafricana                                                                | 2 – 0                                                                             | Algeria                                                                           | Qual. Coppa d'Africa 2012                                                         | -                                                                                 |                                                                                   |
| 26-3-2011                                                                         | Dar es Salaam                                                                     | Tanzania                                                                          | 2 – 1                                                                             | Rep. Centrafricana                                                                | Qual. Coppa d'Africa 2012                                                         | -2                                                                                |                                                                                   |
| 29-5-2011                                                                         | Susa                                                                              | Tunisia                                                                           | 3 – 0                                                                             | Rep. Centrafricana                                                                | Amichevole                                                                        | -3                                                                                |                                                                                   |
| 4-9-2011                                                                          | Bangui                                                                            | Rep. Centrafricana                                                                | 0 – 0                                                                             | Marocco                                                                           | Qual. Coppa d'Africa 2012                                                         | -                                                                                 | 56’                                                                               |
| 2-6-2012                                                                          | Bangui                                                                            | Rep. Centrafricana                                                                | 2 – 0                                                                             | Botswana                                                                          | Qual. Mondiali 2014                                                               | -                                                                                 |                                                                                   |
| 10-6-2012                                                                         | Addis Abeba                                                                       | Etiopia                                                                           | 2 – 0                                                                             | Rep. Centrafricana                                                                | Qual. Mondiali 2014                                                               | -2                                                                                |                                                                                   |
| 15-6-2012                                                                         | Alessandria                                                                       | Egitto                                                                            | 2 – 3                                                                             | Rep. Centrafricana                                                                | Qual. Coppa d'Africa 2013                                                         | -2                                                                                |                                                                                   |
| 30-6-2012                                                                         | Bangui                                                                            | Rep. Centrafricana                                                                | 1 – 1                                                                             | Egitto                                                                            | Qual. Coppa d'Africa 2013                                                         | -1                                                                                |                                                                                   |
| 8-9-2012                                                                          | Bangui                                                                            | Rep. Centrafricana                                                                | 0 – 0                                                                             | Burkina Faso                                                                      | Qual. Coppa d'Africa 2013                                                         | -                                                                                 |                                                                                   |
| 14-10-2012                                                                        | Ouagadougou                                                                       | Burkina Faso                                                                      | 0 – 0                                                                             | Rep. Centrafricana                                                                | Qual. Coppa d'Africa 2013                                                         | -3                                                                                |                                                                                   |
| 23-3-2013                                                                         | Città del Capo                                                                    | Sudafrica                                                                         | 2 – 0                                                                             | Rep. Centrafricana                                                                | Qual. Mondiali 2014                                                               | -2                                                                                |                                                                                   |
| 18-5-2014                                                                         | Bangui                                                                            | Rep. Centrafricana                                                                | 0 – 0                                                                             | Guinea-Bissau                                                                     | Qual. Coppa d'Africa 2015                                                         | -                                                                                 |                                                                                   |
| 31-5-2014                                                                         | Bissau                                                                            | Guinea-Bissau                                                                     | 3 – 1                                                                             | Rep. Centrafricana                                                                | Qual. Coppa d'Africa 2015                                                         | -3                                                                                |                                                                                   |
| 9-10-2014                                                                         | Tangeri                                                                           | Marocco                                                                           | 4 – 0                                                                             | Rep. Centrafricana                                                                | Amichevole                                                                        | -4                                                                                |                                                                                   |
| 6-9-2015                                                                          | Bangui                                                                            | Rep. Centrafricana                                                                | 2 – 0                                                                             | RD del Congo                                                                      | Qual. Coppa d'Africa 2017                                                         | -                                                                                 | 43’                                                                               |
| 10-10-2015                                                                        | Bangui                                                                            | Rep. Centrafricana                                                                | 0 – 3                                                                             | Madagascar                                                                        | Qual. Mondiali 2018                                                               | -3                                                                                |                                                                                   |
| 13-10-2015                                                                        | Antananarivo                                                                      | Madagascar                                                                        | 2 – 2                                                                             | Rep. Centrafricana                                                                | Qual. Mondiali 2018                                                               | -2                                                                                |                                                                                   |
| 24-3-2016                                                                         | Antananarivo                                                                      | Madagascar                                                                        | 1 – 1                                                                             | Rep. Centrafricana                                                                | Qual. Coppa d'Africa 2017                                                         | -1                                                                                | 69’                                                                               |
| 5-6-2016                                                                          | Bangui                                                                            | Rep. Centrafricana                                                                | 3 – 1                                                                             | Angola                                                                            | Qual. Coppa d'Africa 2017                                                         | -1                                                                                |                                                                                   |
| 4-9-2016                                                                          | Kinshasa                                                                          | RD del Congo                                                                      | 4 – 1                                                                             | Rep. Centrafricana                                                                | Qual. Coppa d'Africa 2017                                                         | -4                                                                                |                                                                                   |
| 27-3-2017                                                                         | Rabat                                                                             | Rep. Centrafricana                                                                | 1 – 2                                                                             | Gambia                                                                            | Amichevole                                                                        | -2                                                                                |                                                                                   |
| 11-6-2017                                                                         | Bangui                                                                            | Rep. Centrafricana                                                                | 2 – 1                                                                             | Ruanda                                                                            | Qual. Coppa d'Africa 2019                                                         | -1                                                                                |                                                                                   |
| 14-11-2017                                                                        | Algeri                                                                            | Algeria                                                                           | 3 – 0                                                                             | Rep. Centrafricana                                                                | Amichevole                                                                        | -3                                                                                |                                                                                   |
| 23-3-2018                                                                         | Bakau                                                                             | Gambia                                                                            | 1 – 1                                                                             | Rep. Centrafricana                                                                | Amichevole                                                                        | -1                                                                                |                                                                                   |
| 27-3-2018                                                                         | Marrakech                                                                         | Kenya                                                                             | 2 – 3                                                                             | Rep. Centrafricana                                                                | Amichevole                                                                        | -1                                                                                | 46’                                                                               |
| 9-9-2018                                                                          | Conakry                                                                           | Guinea                                                                            | 1 – 0                                                                             | Rep. Centrafricana                                                                | Qual. Coppa d'Africa 2019                                                         | -1                                                                                | 60’                                                                               |
| 12-10-2018                                                                        | Bouaké                                                                            | Costa d'Avorio                                                                    | 4 – 0                                                                             | Rep. Centrafricana                                                                | Qual. Coppa d'Africa 2019                                                         | -4                                                                                |                                                                                   |
| 16-10-2018                                                                        | Bangui                                                                            | Rep. Centrafricana                                                                | 0 – 0                                                                             | Costa d'Avorio                                                                    | Qual. Coppa d'Africa 2019                                                         | -                                                                                 |                                                                                   |
| 18-11-2018                                                                        | Kigali                                                                            | Ruanda                                                                            | 2 – 2                                                                             | Rep. Centrafricana                                                                | Qual. Coppa d'Africa 2019                                                         | -2                                                                                |                                                                                   |
| 24-3-2019                                                                         | Bangui                                                                            | Rep. Centrafricana                                                                | 0 – 0                                                                             | Guinea                                                                            | Qual. Coppa d'Africa 2019                                                         | -                                                                                 |                                                                                   |
| 13-10-2019                                                                        | Niamey                                                                            | Niger                                                                             | 0 – 2                                                                             | Rep. Centrafricana                                                                | Amichevole                                                                        | -                                                                                 |                                                                                   |
| 13-11-2019                                                                        | Bangui                                                                            | Rep. Centrafricana                                                                | 2 – 0                                                                             | Burundi                                                                           | Qual. Coppa d'Africa 2021                                                         | -                                                                                 |                                                                                   |
| 19-11-2019                                                                        | Nouakchott                                                                        | Mauritania                                                                        | 2 – 0                                                                             | Rep. Centrafricana                                                                | Qual. Coppa d'Africa 2021                                                         | -2                                                                                |                                                                                   |
| 13-11-2020                                                                        | Casablanca                                                                        | Marocco                                                                           | 4 – 1                                                                             | Rep. Centrafricana                                                                | Qual. Coppa d'Africa 2021                                                         | -4                                                                                |                                                                                   |
| 17-11-2020                                                                        | Douala                                                                            | Rep. Centrafricana                                                                | 0 – 2                                                                             | Marocco                                                                           | Qual. Coppa d'Africa 2021                                                         | -2                                                                                |                                                                                   |
| 7-9-2023                                                                          | Kumasi                                                                            | Ghana                                                                             | 2 – 1                                                                             | Rep. Centrafricana                                                                | Qual. Coppa d'Africa 2023                                                         | -2                                                                                | cap.                                                                              |
| 25-3-2024                                                                         | Colombo                                                                           | Rep. Centrafricana                                                                | 4 – 0                                                                             | Papua Nuova Guinea                                                                | Amichevole                                                                        | -                                                                                 |                                                                                   |
| 15-10-2024                                                                        | Oujda                                                                             | Rep. Centrafricana                                                                | 0 – 4                                                                             | Marocco                                                                           | Qual. Coppa d'Africa 2025                                                         | -4                                                                                |                                                                                   |
| 14-11-2024                                                                        | Bloemfontein                                                                      | Lesotho                                                                           | 1 – 0                                                                             | Rep. Centrafricana                                                                | Qual. Coppa d'Africa 2025                                                         | -1                                                                                |                                                                                   |
| 24-3-2025                                                                         | Casablanca                                                                        | Rep. Centrafricana                                                                | 0 – 0                                                                             | Mali                                                                              | Qual. Mondiali 2026                                                               | -                                                                                 |                                                                                   |
| Totale                                                                            |                                                                                   | Presenze                                                                          | 41                                                                                |                                                                                   | Reti                                                                              | -63                                                                               |                                                                                   |